# Arthur Krull
Arthur Krull (* 18. Januar 1898 in Braunschweig; † 13. Juli 1964 ebenda) war ein deutscher Politiker (KPD), Mitglied des Niedersächsischen Landtages und Mitglied des Ernannten Braunschweigischen Landtages.

## Leben
Krull war von Beruf Schlosser und Werkzeugmacher und arbeitete um 1945 bei Karges & Hammer, war dort Betriebsratsvorsitzender und gewerkschaftlich organisiert. 
Vom 21. Februar 1946 bis 21. November 1946 war er Mitglied des Ernannten Braunschweigischen Landtages und vom 20. April 1947 bis 23. Oktober 1947 Mitglied des Niedersächsischen Landtages (1. Wahlperiode).
Er war mit Margarete Merges verheiratet, der Tochter von August Merges.
Arthur Krull hielt am 1. August 1949 die Grabrede für Minna Faßhauer.